# Pieter Douma
Pieter Douma (1956) is een Nederlands bassist in de jazz- en rockmuziek.
Douma is op de basgitaar een autodidact. Hij speelde vanaf 1975 in verschillende rockbands. Vanaf 1981 studeerde hij contrabas aan het Koninklijk Conservatorium in Den Haag, bij Victor Kaihatu. Later studeerde hij in Arnhem, bij Hank Haverhoek. Sinds 1985 is hij professioneel muzikant. Hij speelde in de band Blowbeat (drie albums), werkte met Mike Keneally en Jan Akkerman en speelde met de bluesmusici Dr. John en Guy Forsyth. In de jazz was hij actief met Ernst Reijseger, Pierre Courbois, Louis van Dijk, Martin Fondse, Jerry Gonzalez, Dick de Graaf en Koos van der Sluis. In de periode 1996-1998 had hij een duo met René Creemers. In 2000 ging hij samenwerken met singer-songwriter Marcel van de Beeten. Hij is, sinds 2006, lid van het trio eBraam (voorheen Wurli Trio) van Michiel Braam. Met  Hans Hasebos en Kristina Fuchs begon hij, eveneens in 2006, de groep Bachelor Beats. In 2012 startte hij het roots/impro-orkest BGUTI, met onder meer Braams, Fuchs, Wolter Wierbos en Peter Haex. In enkele projecten speelde hij in de band I Compani van Bo van de Graaf. 2 albums 
Douma heeft lesgegeven in Doetinchem en Rotterdam (Codarts). Sinds 1993 geeft hij les aan ArtEZ Conservatorium. In 2019 gaf hij muziekles aan leerlingen uit het Elzendaalcollege in Boxmeer.